# Ikeda Tsuneoki
Ikeda Tsuneoki (池田 恒興?; 1536 – 18 maggio 1584) fu un daimyō giapponese del periodo Sengoku appartenente al clan Ikeda, noto più comunemente come Ikeda Nobuteru.

## Biografia
Suo padre fu Ikeda Tsunetoshi, servitore di Oda Nobuhide.
Fu uno dei quattro karō del castello di Kiyosu.
Iniziò come soldato di Oda Nobunaga e partecipò alla battaglia di Okehazama. Nel 1570 combatté nella battaglia di Anegawa e gli fu successivamente assegnato il castello di Inuyama. Guidò delle truppe durante la battaglia di Nagashino nel 1575. Sconfisse Araki Murashige nel 1580 e, dopo la morte di Oda Nobunaga divenne servitore di Toyotomi Hideyoshi combattendo a Yamazaki; divenne successivamente uno dei quattro uomini responsabili del governo di Kyoto (assieme a Hideyoshi, Shibata Katsuie e Niwa Nagahide).
Nobuteru supportò Hideyoshi nella disputa per la successione a Oda Nobunaga che culminò nel 1583 nella battaglia di Shizugatake e gli fu assegnato il castello di Ōgaki a Mino; ai suoi figli maggiori (Yukisuke e Terumasa) furono assegnati rispettivamente i castelli di Gifu e Ikejiri.
Nel 1584 gli Ikeda si unirono alla campagna di Hideyoshi contro Tokugawa Ieyasu (battaglia di Komaki e Nagakute) e Nobuteru fu mandato, assieme al genero Mori Nagayoshi, a invadere la provincia di Mikawa per cercar di dividere le forze Tokugawa; nella battaglia che ne scaturì, nei pressi di Nagakute, Nobutora fu ucciso assieme a suo figlio Yukisuke (noto anche come Motosuke 1559-1584).
Hideyoshi fu molto addolorato per la morte di Nobuteru; scrisse una lettera di condoglianze alla moglie di Nobuteru dicendo "Non c'è semplicemente niente che io possa dire sulla morte di Nobuteru e suo figlio; condivido il tuo dolore e la tua disperazione ... ".

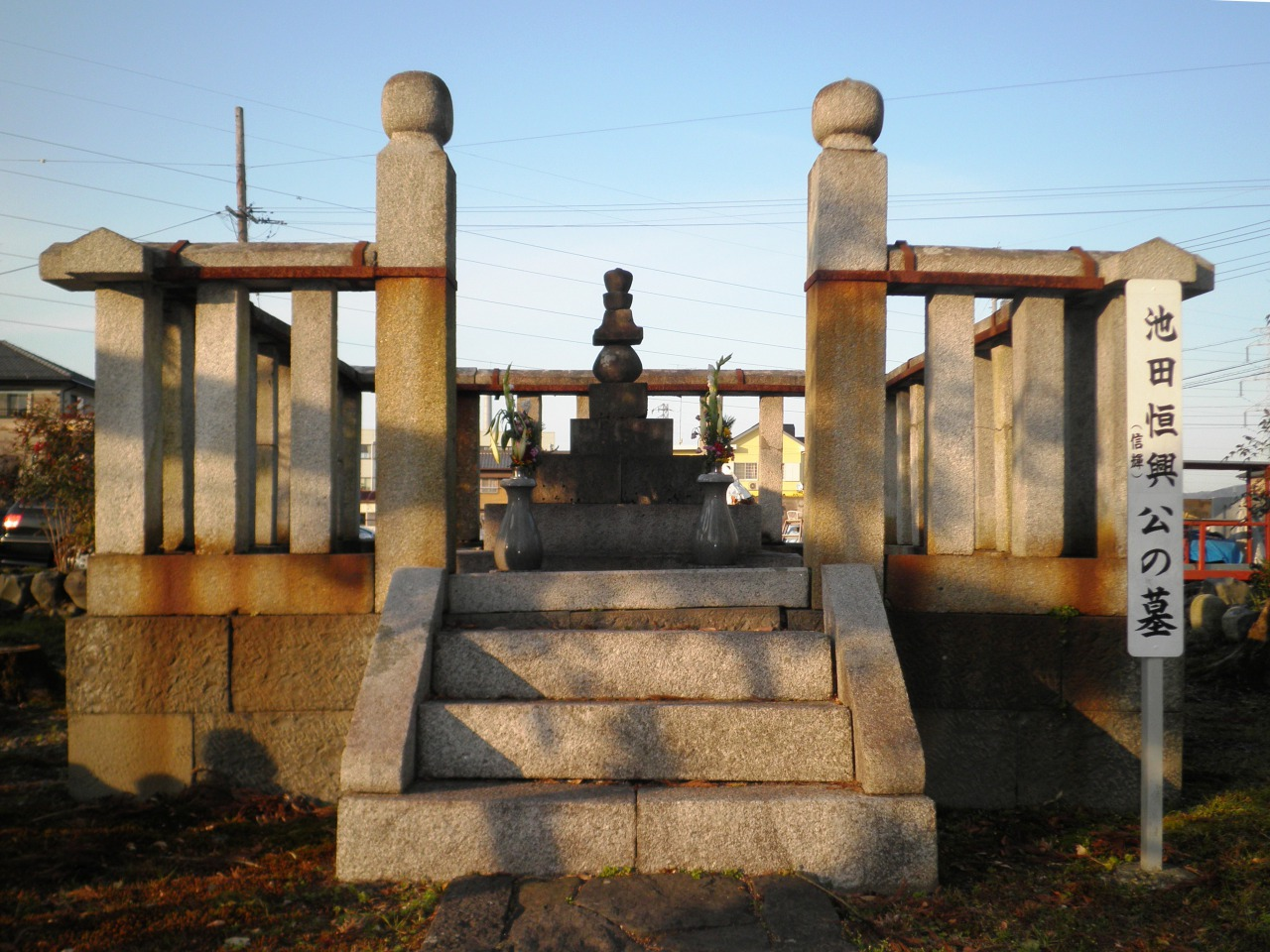
Tomba di Ikeda Tsuneoki

Gli succedette il suo secondo figlio Ikeda Terumasa.

## Famiglia
- Padre: Ikeda Tsunetoshi (morto nel 1538)
- Madre: Yotokuin (1515-1608)
- Moglie: Zen'ōin
- Concubine
- Bambini:
  - Ikeda Motosuke (1559-1584) da Zen'ōin
  -  Senhime sposò Mori Nagayoshi in seguito sposò Nakamura Kazuuji
  - Ikeda Terumasa di Zen'ōin
  - Ikeda Nagayoshi (1570–1614) da Zen'ōin
  - Ikeda Nagamasa (1575-1607) da Zen'ōin
  - Waka-Mandokoro, ha sposato Toyotomi Hidetsugu
  - Tenkyuin, ha sposato Yamazaki Iemori
  - Una figlia sposata a Asano Yoshinaga
  - Una figlia sposata a Oda Katsunaga